# Omloopsnelheid (astronomie)
De omloopsnelheid van een satelliet om een centrum van zwaartekracht is de gemiddelde snelheid van de satelliet in zijn baan om het centrum, vaak uitgedrukt in km/s. Hoe dichter de baan van de satelliet bij het centrum van de zwaartekracht waaromheen de omloop ligt, en hoe hoger de massa van dit centrum, hoe hoger de omloopsnelheid.

## Niet-circulaire omloopbanen
Als de baan van de satelliet een niet-cirkelvormige ellips is, dan hangt de baansnelheid af van de positie van de satelliet in zijn baan. Uit de energievergelijking kan deze voor elke afstand worden afgeleid, zie tweelichamenprobleem.

## Voorbeelden
Mercurius, de planeet die het dichtst bij de Zon staat, heeft een omloopsnelheid om de Zon van 47,9 km/s; de Aarde 29,8 km/s; Neptunus, de planeet die het verst van de Zon staat, 5,4 km/s. De dwergplaneet Pluto heeft een nogal elliptische baan en heeft daardoor vrij sterk wisselende omloopsnelheden.
De omloopsnelheid van de Zon (en daarmee uiteraard het hele Zonnestelsel) om het centrum van de Melkweg bedraagt circa 200 km/s.